# Kraftwerk Malženice
Das Kraftwerk Malženice (slowakisch Elektráreň Malženice) ist ein im Betrieb befindliches Gas-und-Dampf-Kombikraftwerk in der Nähe von Malženice in der Gemeinde Trakovice im Okres Hlohovec in der Slowakei. Wenige Kilometer entfernt befindet sich das Kernkraftwerk Bohunice.
Seit Ende 2008 wurde in 26 Monaten am Standort einer alten Gasverdichterstation (die völlig abgerissen wurde) des Gasversorgers SPP ein Kraftwerk durch E.ON Kraftwerke gebaut. Hauptauftragnehmer war die Firma Siemens. Das Kraftwerk hat im Kombibetrieb eine elektrische Leistung von etwa 430 MW brutto bzw. 417 MW netto. Die Baukosten betrugen rund 400 Millionen Euro.
Das Kraftwerk befand sich von Oktober 2013 bis 2018 in Kaltreserve. Es wurde 2018 an Západoslovenská energetika (ZSE) verkauft und ist seitdem wieder im Lastbetrieb.

## Technik
Neben dem eigentlichen Kraftwerksstandort gibt es wenige Kilometer entfernt in der Ortschaft Žlkovce das Einlaufbauwerk am Fluss Dudváh für die Rohwasserzuführung.
Die Konfiguration des Kraftwerks ist ein Einwellen-Gas- und Dampfkraftwerk (Typ SCC5-4000F 1S). Die Dampfturbine (Typ SST5-5000), Generator und Gasturbine laufen dabei auf einer Welle. Der Frischdampf wird im Abhitzedampfkessel durch den Wärmeaustausch mit den Abgasen der Gasturbine erzeugt. Die Gasturbine wird ausschließlich mit Erdgas befeuert. Der geschätzte jährliche Bedarf an Erdgas beläuft sich auf 500 Millionen Kubikmeter. Das entspricht mindestens 5 % des slowakischen Gesamt-Erdgasbedarfs. Unter Volllast liegt der Gasverbrauch etwa bei 75.000 Nm³/h.
Die Kühlung des Kraftwerks wird von einem Nasskühlturm (Zellenkühler) übernommen.
Der Gesamtwirkungsgrad des Kraftwerks beträgt 58 %.